# SA-3 (Mittelpufferkupplung)

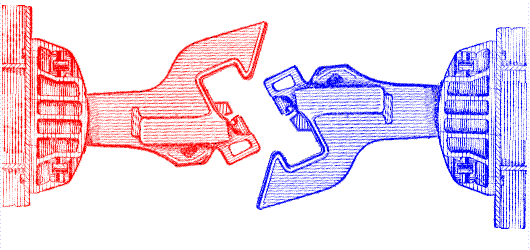
Schematische Zeichnung der Kupplung SA-3
klicke hier für eine animierte Darstellung

Die Kupplung SA-3, russisch Автосцепка СА-3, ist eine halbautomatische Mittelpufferkupplung, die hauptsächlich in den Nachfolgestaaten der Sowjetunion verbreitet ist. Daneben findet sie in Finnland, im Irak, im Iran und bei der Erzbahn in Schweden und Norwegen bei Eisenerz-Transporten Verwendung, wo die herkömmliche europäische Schraubenkupplung hinsichtlich der maximalen Zugkraftübertragung nicht ausreicht.

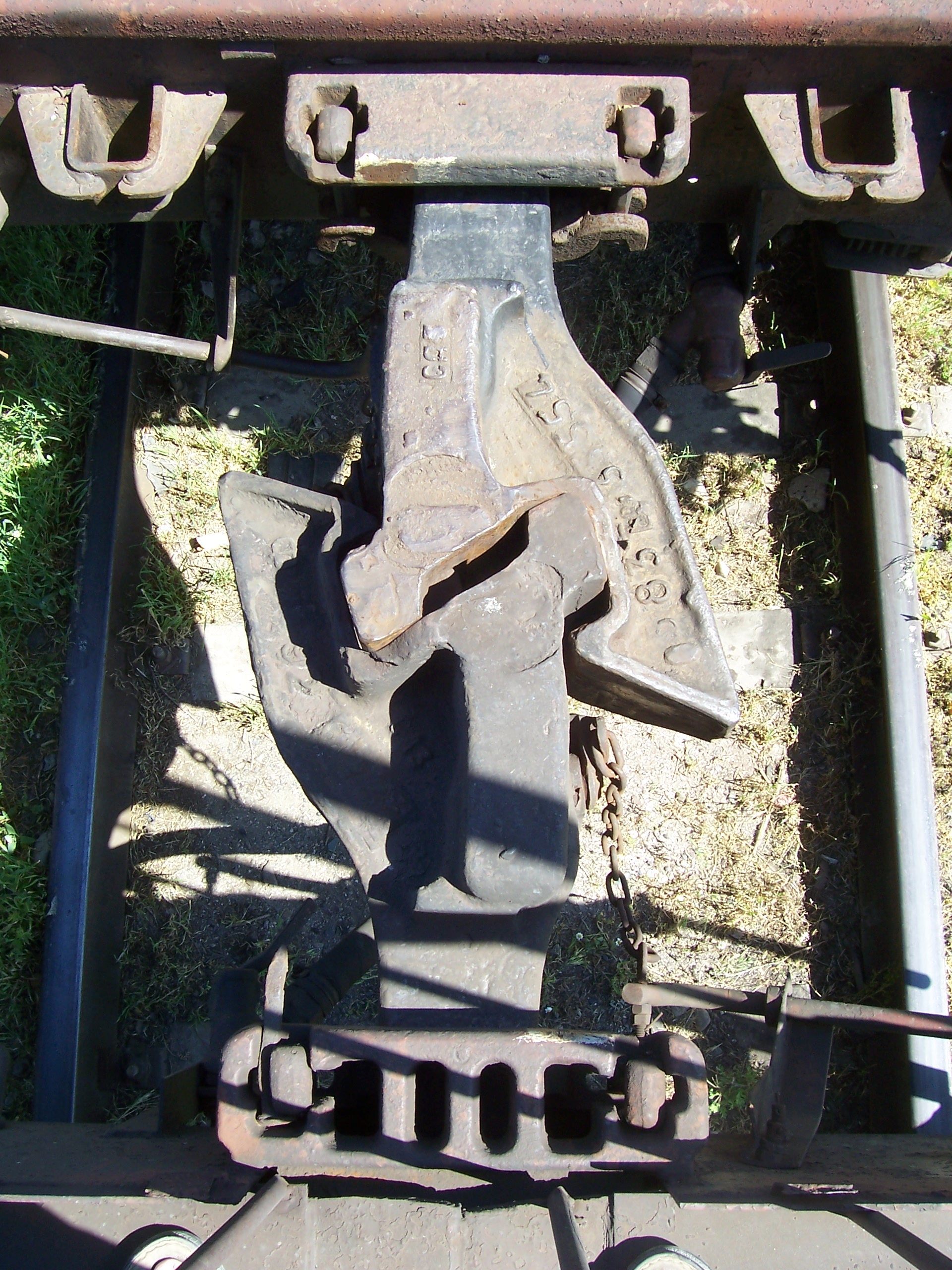
SA-3-Kupplung im Einsatz

Technisch ist die SA-3 eine Weiterentwicklung der Willison-Kupplung.

## Geschichte
Nachdem in Nordamerika seit 1898 (mit verlängerten Übergangsfristen seit spätestens 1900) alle Eisenbahnen zur Verwendung der gleichfalls halbautomatischen Janney-Kupplung verpflichtet waren, richtete auch die 1922 gegründete UIC 1928 eine Arbeitsgruppe zur Entwicklung einer derartigen Kupplung ein. Da die Planung jedoch nicht über eine Definition der Anforderungen hinauskam und stattdessen diese Anforderungen auf ein nicht realisierbares Niveau erweiterte, entschied sich die Sowjetunion zum nationalen Alleingang. 
In Deutschland hatten sich Scharfenbergkupplungen bezüglich Belastbarkeit und Wetterfestigkeit (Vereisung) in Kohlezügen als unbefriedigend erwiesen. John Willison hatte in England 1910 seine Kupplung patentieren lassen, nachfolgend 1916 in den USA und Deutschland. Knorr übernahm das Patent und setzte es für Kupplungen in Deutschland und bei Vorortzügen von Paris ein. 
Das sehr robuste Konzept des Engländers Willison wurde dann für die Sowjetunion übernommen, die den Kupplungstyp SA-3 nannte (die Abkürzung von russisch Советская автосцепка, 3-й вариант, Sowjetische Automatikkupplung, dritte Variante). 
Nachdem 1932 das Konzept entschieden war, begann 1935 sukzessive die Umstellung der Fahrzeuge. Der Zweite Weltkrieg verzögerte die Einführung, so dass die Umstellung erst 1957 abgeschlossen war.
Nach dem Zweiten Weltkrieg war Europa in ein westlich orientiertes und in ein östlich dominiertes Staatensystem geteilt. Die Siegermächte führten in den von ihnen befreiten Gebieten sowie in den von ihnen verwalteten Besatzungsgebieten Deutschlands viele gesellschaftliche und technische Standards ihrer Heimatländer ein. Unter diesen Bedingungen begannen 1955 im Waggonbau Bautzen für die OSShD Weiterentwicklungen dieses Kupplungstyps. Diese Arbeiten führten 1970 zu einer von der UIC genormten Mittelpufferkupplung, die aber weiterhin zu SA-3 kompatibel ist.